# 花殺し月の殺人 インディアン連続怪死事件とFBIの誕生
『花殺し月の殺人 インディアン連続怪死事件とFBIの誕生』（Killers of the Flower Moon: The Osage Murders and the Birth of the FBI）は、アメリカ合衆国のジャーナリストのデヴィッド・グランによるノンフィクション本である。ダブルデイより2017年4月18日に出版された。『タイム』誌からは2017年のノンフィクション本トップ10の1つに挙げられた。マーティン・スコセッシ監督、レオナルド・ディカプリオ、ロバート・デ・ニーロ、ジェシー・プレモンス、ブレンダン・フレイザー、リリー・グラッドストーン出演により『キラーズ・オブ・ザ・フラワームーン』として映画化され、2023年に公開された。

## 内容
本書は1920年代初頭にオクラホマ州オーセージ郡でオセージ族の土地で石油資源が発見された後に発生した連続殺人事件を調査したものである。自身の土地で発見された石油の利権を裁判で勝ち取ったオセージ族は巨額の富を手にする。
オセージ族は「中間業者」とみなされてしまい、あらゆる手段を使って彼らを排除しようとする複雑な計画が練られる。公式には純血で裕福なオセージの犠牲者は20人程度とされているが、グランは石油との関係からさらに数百人が殺害されたと推測している。本書では新設された連邦捜査局（FBI）によるこの殺人事件の調査、そして最終的に牛飼いのウィリアム・ヘイルがこの計画の首謀者として裁判にかけられ、有罪判決を受けるまでが詳述されている。

## 評価
レビュー集積サイトのブック・マークスによると『花殺し月の殺人』は文芸評論家たちからおおむね高評価を受けているとされている。
『ニューヨーク・タイムズ』紙に寄稿したデイヴ・エガースはこの本を「魅惑的」と評し、「この最後のページでグランは既にアメリカ史の忘れられた章を魅力的かつ規律正しい記録として残し、現代のオセージ族の人々の協力を得て、あの恐怖の4年間よりもはるかに深い、病的な陰謀を照らし出している。それはあなたの魂を焼くだろう」と書いた。
『ローリング・ストーン』誌のショーン・ウッズは「グランは殺人、裏切り、ヒロイズム、そしてフロンティア文化を捨て去り現代社会に突入しようとする国民の苦悩の物語を傑作の新刊で描いている。（中略）ストイックなテキサスレンジャー、腐敗した泥棒男爵、私立探偵、アル・スペンサー・ギャングのような殺人鬼など、ほとんど神話のような過去の人物で埋め尽くされたグランの物語はアメリカ開拓時代の秘史に相当する」評した。
『パブリッシャーズ・ウィークリー』での書評では「『ザ・ニューヨーカー』のスタッフライターであるグラン（『ロスト・シティZ 探検史上、最大の謎を追え』）は1920年代に主にオクラホマで起こった不可解で恐ろしい、そしてあまり知られていない連続殺人事件を再調査し、優れたストーリーテラーとして評価を高めている」と書かれた。
『ガーディアン』のエド・ヴァリアミーは「グランの時代に至るまでの100年間、アメリカ白人による先住民族に対する虐殺は彼らが神聖視していた自然界を人類が壊滅させたことの隠喩である。グランの本は本来の恐ろしい残虐行為にタイムリーかつ不穏な一章を加えたものである」と評した。

## 映画化
本書はマーティン・スコセッシ、レオナルド・ディカプリオ、ロバート・デ・ニーロ、リリー・グラッドストーン、ブレンダン・フレイザー、ジェシー・プレモンス出演により2億ドルを超える予算で映画化される。2023年10月にパラマウント・ピクチャーズ配給で劇場公開、Apple TV+上でストリーミング配信される予定である。
主人公のFBI捜査官であるトム・ホワイトは当初はディカプリオを想定して脚本が書かれていたが、ディカプリオは自分の役をデ・ニーロが演じるこの映画の主要な敵役の甥に変更するように働きかけた。その結果、プレモンスが代わりにトム・ホワイト役、ディカプリオはアーネスト・バークハート役にキャスティングされた。